# Epidromia profesta
Epidromia profesta là một loài bướm đêm trong họ Erebidae.